# 充气刺猬
充气刺猬（英语： Inflatable Hedgehog）一种据传闻出没于蒙古戈壁的神秘动物，当地居民称其为赞巴扎拉（zamba zaraa）。充气刺猬通常被描述为类似普通刺猬的动物，但与刺猬不同的是，充气刺猬在受到受到威胁后会用尾巴拍打地面发出警告并膨胀自己的身体。英国动物学与神秘动物学家卡尔·舒克在2003年的著作《The Beasts That Hide from Man: Seeking the World's Last Undiscovered Animals》中收录了充气刺猬。蒙古小说家敦道格·策伯格米德在他1987年的著作《Altajn Tsaadakh Govd》一书中提到，在阿尔泰山脉一带调查时，当地牧民提及zamba zaraa（充气刺猬）、allghoi khorkhoi（蒙古死亡蠕虫）与shar khorkhoi（黄色死亡蠕虫）这三种神秘动物，并表示zamba zaraa膨胀后最大可达一座小蒙古包大小。